# جاي نولي
جاي نولي (بالإنجليزية: Jay Nolly)‏ (2 يناير 1982 بأورلاندو في الولايات المتحدة - ) هو لاعب كرة قدم أمريكي في مركز حراسة المرمى. لعب مع دي.سي. يونايتد وريال سالت ليك وشيكاغو فاير وفانكوفر وايتكابس وفانكوفر وايتكابس (نادي كرة قدم).

## وصلات خارجية
- جاي نولي على موقع الدوري الأمريكي (الإنجليزية)
- جاي نولي على موقع قاعدة بيانات كرة القدم.إي يو (الإنجليزية)